# Remus Vlad
Remus Vlad (n. 19 ianuarie 1946, Teliucu Inferior, România) este un fost fotbalist și antrenor român care a evoluat pe postul de fundaș.

## Cariera la echipa de club

### Corvinul Hunedoara
Născut la Cinciș Remus Vlad și-a început cariera la Corvinul Hunedoara, echipă care pe atunci se numea Metalul. După două sezoane la nivelul seniorilor, Vlad s-a transferat la Argeș Pitești.

### FC Argeș Pitești
La Pitești Remus Vlad a jucat în 175 de meciuri și a marcat 4 goluri, făcând parte din Generația de Aur a echipei FC Argeș, din care au mai făcut parte "Bebe" Barbu, Marcel Pigulea sau Nicolae Dobrin. Acea generație a adus primul titlu din istorie pentru FC Argeș în Liga I și a jucat contra lui Real Madrid în Cupa Campionilor Europeni.

### Corvinul Hunedoara
După perioada de la Pitești, Vlad s-a întors la Corvinul unde a mai jucat alte patru sezoane, fiind antrenat de Mircea Lucescu și evoluând alături de jucători precum Michael Klein sau Radu Nunweiller.

## Cariera la echipa națională
Remus Vlad a jucat la naționala României în trei meciuri în perioada 1972–1973, contra Marocului, Peru și Uniunii Sovietice.

## Cariera de antrenor
După retragerea din activitatea de fotbalist, Vlad a devenit antrenor la Corvinul în 1982, imediat după plecarea lui Mircea Lucescu la Dinamo București. Vlad a mai antrenat pe Gloria Bistrița cu care a ajuns până în cupele europene. La Corvinul l-a promovat în prima echipă pe Mircea Rednic. A antrenat și pe Universitatea Cluj, precum și două jumătăți de sezoane la Dinamo București.

## Trofee
Argeș Pitești
- Liga I: 1971–72